# Bavarski dvor
Bavarski dvor je del centra Ljubljane ob Slovenski cesti med križiščem Tivolske ceste in Trgom Osvobodilne fronte ter Gosposvetske ceste na Ajdovščini.

## Izvor imena
Ime je ta predel centra Ljubljane dobil po istoimenskem hotelu (nemško Baierischer Hof), ki je tam nekdaj stal in ki so ga poimenovali po dvoru kraljevine Bavarske, s katerega je bila doma avstrijska cesarica Elizabeta Bavarska. Poimenovanje se je zgodilo v čast mladoporočeni soprogi cesarja Franca Jožefa I. ob njenem prihodu v mesto. Stavbo so porušili leta 1962.

## Stavbe
Danes na zahodni strani stoji stanovanjski kompleks, ki so ga Ljubljančani zaradi zunanje podobe poimenovali Kozolec, vzhodno stran pa meščani imenujejo Kora bar, po eni prvih picerij v mestu. Na Bavarskem dvoru in so ob njem se danes Ljubljanska borza, Telekom Slovenije, stolpnica S2 (znana kot stolpnica SCT), parkirno-garažna hiša, Eurocenter ... Zraven je še fast food slast.

## Prihodnost
Z novo arhitekturno podobo naj bi na Bavarskem dvoru zrasla t. i. severna mestna vrata v center prestolnice. Vzhodno stolpnico, naj bi gradili po načrtih Borisa Podrecce. Novi stolpnici bosta urbanistično zaključili Bavarski dvor, za katerega si je velikopotezni načrt s stolpnicami zamislil že Milan Mihelič v 70. letih 20. stoletja s stolpnico S2.

## Javni potniški promet
Bavarski dvor je vozlišče mestnih avtobusnih linij ter najfrekventnejše avtobusno postajališče v Ljubljani. Tu avtobusi neprenehoma obratujejo proti večini ljubljanskih predelov vse dni v letu med 4.30 in 24.00.
Mestne avtobusne linije, ki potekajo preko Bavarskega dvora proti spodaj navedenim mestnim predelom, so:
| št. | Odhodi izpred Kozolca v smeri:                                                                                     | Zadnji odhod:            | Odhodi izpred Korabara v smeri:                            | Zadnji odhod:            |
| --- | --- | ------------------------ | ---------------------------------------------------------- | ------------------------ |
| N1  | Šiška - Dravlje - Šentvid - Vižmarje - Stanežiče P+R - Brod - Gameljne Šiška - Dravlje - Šentvid - Vižmarje - Brod | V 23.15 V 24.00          | -                                                          | -                        |
| 2   | Krakovo - Vodmat - Moste - Nove Jarše                                                                              | V 24.00                  | kolodvor - Savsko naselje - Žale - Zelena jama             | V 24.00                  |
| N3  | Krakovo - Rakovnik - Rudnik                                                                                        | V 24.00                  | -                                                          | -                        |
| N3B | Krakovo - Rakovnik - Rudnik - Lavrica - Škofljica P+R - Škofljica                                                  | D 21.20                  | -                                                          | -                        |
| 3G  | Krakovo - Rakovnik - Rudnik - Lavrica - Škofljica P+R- Šmarje-Sap - Grosuplje P+R                                  | DS 23.44 NP 23.54        | Navje - Zupančičeva jama                                   | D 23.24 S 23.14 NP 23.48 |
| N5  | Šiška - Koseze - Podutik                                                                                           | V 24.00                  | Tabor - Poljane - Kodeljevo - Štepanjsko naselje           | V 24.00                  |
| 6   | Vič - Dolgi most P+R                                                                                               | V 24.00                  | Bežigrad - Stožice - Ježica - Črnuče                       | V 24.00                  |
| 6B  | Vič - Dolgi most - Brezovica - Vnanje Gorice - Notranje Gorice                                                     | V 22.40                  | Bežigrad - Zupančičeva jama                                | D 22.27 SNP 22.17        |
| 7   | Zgornja Šiška - Pržan                                                                                              | V 21.45                  | Bežigrad - Savsko naselje - Žale - Nove Jarše              | V 22.30                  |
| 7L  | Zgornja Šiška - Pržan                                                                                              | V 22.30                  | Bežigrad - Savsko naselje - Žale - Nove Jarše - Letališka  | V 21.40                  |
| 8   | Šiška - Trata - Šentvid - Brod - Gameljne                                                                          | D 22.00 S 22.10          | Bežigrad - Stožice - Ježica - Spodnje Črnuče - Brnčičeva   | D 22.05 S 21.50          |
| 8B  | - | -                        | -                                                          | -                        |
| 9   | Mirje - Rakova jelša - Trnovo                                                                                      | V 22.30                  | kolodvor - Vodmat - Moste - Kodeljevo - Štepanjsko naselje | V 22.30                  |
| 11  | Krakovo - Poljane - Vodmat - Moste - Polje - Zalog                                                                 | D 20.53                  | Bežigrad - Stožice - Ježica - Ježica P+R                   | D 20.13                  |
| 11B | Krakovo - Poljane - Vodmat - Moste - Polje - Zalog                                                                 | V 24.00                  | Navje - Zupančičeva jama                                   | V 23.44                  |
| 13  | Tabor - Poljane - Štepanja vas - Spodnja Hrušica - Dobrunje - Zadvor - Sostro                                      | V 22.40                  | Bežigrad - Kardeljeva ploščad - Športni park Stožice P+R   | V 22.15                  |
| 14  | Vrtača - Rožna dolina - Vrhovci - Brdo - Bokalce                                                                   | V 22.40                  | Bežigrad - Brinje - Savlje                                 | V 22.30                  |
| 18  | Vrtača - Živalski vrt - Šiška - ind. cona Šiška - Center Stožice P+R                                               | D 21.50 S 20.32          | kolodvor                                                   | D 21.29 S 21.03          |
| 18L | Vrtača - Živalski vrt - Šiška/Litostoj                                                                             | NP 22.06                 | kolodvor                                                   | NP 22.02                 |
| 19B | Mirje - Trnovo - Barje - Lipe - Podpeč - Jezero                                                                    | DNP 22.40 S 22.30        | Bežigrad - Savsko naselje - Nove Žale - Tomačevo           | D 22.30 S 21.00 NP 21.05 |
| 19I | Mirje - Trnovo - Barje - Ig P+R - Iška vas                                                                         | DS 23.00 NP 21.55        | Bežigrad - Savsko naselje - Nove Žale - Tomačevo           | D 22.10 S 22.40 NP 23.00 |
| 20  | Tabor - Vodmat - Moste - Fužine P+R                                                                                | D 22.25 S 22.20          | Bežigrad - Kardeljeva ploščad - Nove Stožice P+R           | D 22.35 S 22.40          |
| 20Z | Tabor - Vodmat - Moste - Fužine P+R - Polje - Zalog                                                                | NP 22.35                 | Bežigrad - Kardeljeva ploščad - Nove Stožice P+R           | NP 22.35                 |
| 25  | Šiška - Šentvid - Medno - Medvode                                                                                  | D 22.35 SNP 22.33        | kolodvor - Vodmat - Moste - Fužine - Polje - Zadobrova     | V 22.46                  |
| 27  | Krakovo - Galjevica - NS Rudnik                                                                                    | DS 22.15                 | kolodvor - Savsko naselje - BTC - Letališka                | DS 22.30                 |
| 27K | - | -                        | kolodvor - Savsko naselje - BTC - Atlantis                 | NP 22.00                 |
| 51  | Vič - Dolgi most - Kozarje - Dobrova - Polhov Gradec                                                               | D 22.32 S 19.31          | kolodvor                                                   | D 20.15 S 19.15          |
| 52  | Vič - Dolgi most - Kozarje - Dobrova - Polhov Gradec - Zalog - Črni Vrh                                            | D 20.32 NP 19.31         | kolodvor                                                   | D 22.03 NP 15.26         |
| 56  | Vič - Dolgi most - Podsmreka - Dobrova - Horjul - Vrzdenec - Šentjošt                                              | D 22.27 S 20.01 NP 12.01 | kolodvor                                                   | D 21.59 S 19.44 NP 13.28 |

LEGENDA:
- V - vsak dan (od ponedeljka do nedelje)
- D - delavnik (od ponedeljka do petka)
- S - sobota
- SNP - sobota, nedelja in praznik
- NP - nedelja in praznik